# 湯浅亜実
湯浅 亜実（ゆあさ あみ、英: Ami Yuasa、1998年〈平成10年〉12月11日 - ）は、日本のブレイクダンスダンサー、元Dリーガー。世界大会Red Bull BC One2018およびWDSF世界ブレイキン選手権2019・2022優勝者。ダンサーネームは「Ami」。Good Foot Crew、Red Bull BC One All Stars所属。

## 来歴
埼玉県出身。川口市立川口高等学校（現川口市立高等学校）、駒澤大学文学部英米文学科卒業。
小学1年生の時に、4つ上の姉Ayuの影響でヒップホップを習い始め、5年生の時にブレイキンを始める。
2018年4月、Red Bull BC One（スイス・チューリッヒ）B-girl部門優勝（初代女王）。
2019年、第1回WDSF世界ブレイキン選手権（中国・南京）優勝（初代女王）。
2019年9月、第1回世界アーバン大会（ハンガリー・ブダペスト）優勝（初代女王）。
2020年11月、第2回全日本ブレイキン選手権オープンBGIRL部門優勝。
2021年、第3回WDSF世界ブレイキン選手権（フランス・パリ）準優勝。2連覇を果たせなかったものの、3位の姉・Ayuとともに姉妹での表彰台となる。
2022年7月、国際総合大会ワールドゲームズ（アメリカ・アラバマ州バーミングハム）金メダル。
2022年10月、第4回WDSF世界ブレイキン選手権（韓国・ソウル）2019年に続き2度目の優勝。
2023年、Red Bull BC One（フランス・パリ）B-girl部門で2度目の優勝。
2024年、パリオリンピックでオリンピックの新競技となったブレイキンに出場し、8月9日に開催されたブレイキン女子で金メダルを獲得。ブレイキンのオリンピック初代女王となった。同年、紫綬褒章受章。
2024年、D.LEAGUEのチームであるLIFULL ALT-RHYTHMに姉のAYUと共に24-25SEASONより加入。同シーズン限りで退団。